# ダム
ダム（英: Dam）または堰堤（えんてい）は、水力発電や治水・利水、治山・砂防、廃棄物処分などを目的として、川や谷を横断もしくは窪地を包囲するなどして作られる土木構造物。一般にコンクリートや土砂、岩石などによって築く人工物を指す。大規模なダムで川を堰き止めた場合、上流側には人造湖（ダム湖）が形成される。また、土砂崩れや地すべりによって川が堰き止められて天然ダムが形成されることもある。
一方、地上だけでなく、地下水脈を堰き止める地下ダムもある。このほか、貯留・貯蓄の比喩として用いられることがあり、森林の保水力を指す言葉に緑のダムがある。
堰（せき、い、いせき）ともいい、この場合は取水や水位の調節などが目的で、砂防堰堤は除く。
人間以外には、ビーバーがダムを造る動物として有名である。
日本のダムについての詳細は日本のダムを参照のこと。

## 語源
英語の dam という言葉は中英語に既にみられ、おそらくは中世オランダ語の dam から派生したと考えられている。北海に面した低地が多いオランダでは、河川の水位調整と海水浸入防止のためダムや堤防を築くことが多かった。ダムができるとその地点での渡河が容易となるため、しばしば都市の形成へと繋がった。たとえば、アムステルダムはアムステル川に、ロッテルダムはロッテ川にダムが設けられたことを契機として形成された街である。

## 概説
ダムの定義は各国により異なるが、1928年（昭和3年）に創設され、現在88か国が加盟する国際大ダム会議における定義では堤高が5.0メートル以上かつ貯水容量が300万立方メートル以上の堰堤を「ダム」として定めている。そのうち、高さが15メートル以上のものをハイダム、それに満たないものをローダムという。日本の河川法でいうダムとはハイダムを指し、これ以外の堰堤についてはたとえ「ダム」という名称が付いたとしても堰として扱われる。ちなみに、明確な定義が無かった時期は、山に接して設けられるものや積極的に流水を制御できる堰堤を「ダム」、堤防に接して設けられるものや常に越水するなど受動的にしか流水を制御できない堰堤を「堰」として分類していた。しかし、堰の中にもダムと同様に洪水調節・流水機能維持を目的に積極的な流水の制御を行う施設も建設されるようになり、ダムと堰の区別が曖昧になってきた。これにより、明確な定義を定める必要性が生まれたと考えられている。なお、ダムを上流から見た時、右側を右岸（うがん）、左側を左岸（さがん）といい、ダムの下流側の面を背面（はいめん）という。
ダムの建設目的は多岐にわたる。主なものとしては治水（洪水調節・不特定利水）と利水（灌漑用水や上水道用水、工業用水、消流雪用水の供給、水力発電、レクリエーション等）がある。治水を目的とするダムを治水ダムといい、利水を目的とするダムを利水ダムという。複数の利水目的を持つ利水ダムや、治水・利水両方を目的とするダムを多目的ダムという。なお治山を目的とする治山ダムや砂防を目的とする砂防堰堤、鉱山で鉱滓貯留を目的とする鉱滓ダム、廃棄物埋設処分を目的とするダム等は河川法のダムとは別扱いとなる。
本項では国際大ダム会議で定義されたダムのうち、日本の河川法、河川管理施設等構造令の基準にも援用されている高さ15.0メートル以上の、いわゆるハイダムについて説明する。堰、治山ダム、砂防堰堤、鉱滓ダム、天然ダム、地下ダムについては、それぞれの項目を参照されたい。
日本語においてダムの数え方は「基」であり、1基、2基という呼び方で数える。
なお、2011年時点、世界で最も多くのダムを保有しているのは中華人民共和国である。その数は8万7千基に及ぶ。

## 歴史

### ダムの黎明
人類史上、初めてダムが建設されたのは古代エジプト・エジプト第2王朝時代の紀元前2750年に建設されたサド・エル・カファラダム（en:Sadd el-Kafara、意味は「異教徒のダム」）と考えられている。このダムは堤高11.0メートル、堤頂長が106メートルで、石切り場の作業員や家畜に水を供給する上水道目的で建設された。その後の発掘調査などから石積みダムであったと考えられているが、洪水吐き（放流設備）を持たなかったため建設後40年目にして中央から河水が越流し、決壊したと推定されている。このため、このダムは現存しない。またエジプト第12王朝時代のアメンエムハト4世（アンメネメス3世）の治世には干拓により形成された農地に灌漑用水を供給するためのダムが建設されたとされている。現存する最古のダムはシリアのホムス付近に建設されたナー・エル・アシダムと考えられている。このダムは堤高2.0メートル、堤頂長2,000メートルのダムで、推定で紀元前1300年頃に建設されたとしている。現在でも上水道目的で使用されており、建設以来約三千年もの間、修繕を重ねながら稼働している貴重な遺産でもある。
現在高さ200メートル級のダムが多く存在する中近東では、メソポタミア文明時代においてチグリス川・ユーフラテス川にダムが建設されたという記録が残されている。東アジアでは紀元前240年頃、黄河流域で建設されたグコーダムが初見である。戦国時代末期、現在の中国山西省付近にあった趙の領内に建設された堤高30.0メートル、堤頂長300メートルのダムである。このダムは12世紀初頭までの約1300年間、ダムの高さでは世界一であったとされている。その後前漢時代には軍事的観点でダムが建設された例が司馬遷の『史記』に記されており、「劉邦の三傑」と呼ばれた韓信が項羽との戦いにおいて戦場の近くを流れる河川にダムを建設、意図的に破壊して城塞や項羽軍に大打撃を与えた。日本では616年、飛鳥時代に河内国（大阪府）で狭山池が建設されたのが初見である。また、多目的ダム（後述）として奈良時代の731年に摂津国（現在の兵庫県伊丹市）で治水と灌漑を目的とした昆陽池が建設されている。

### 技術の進歩

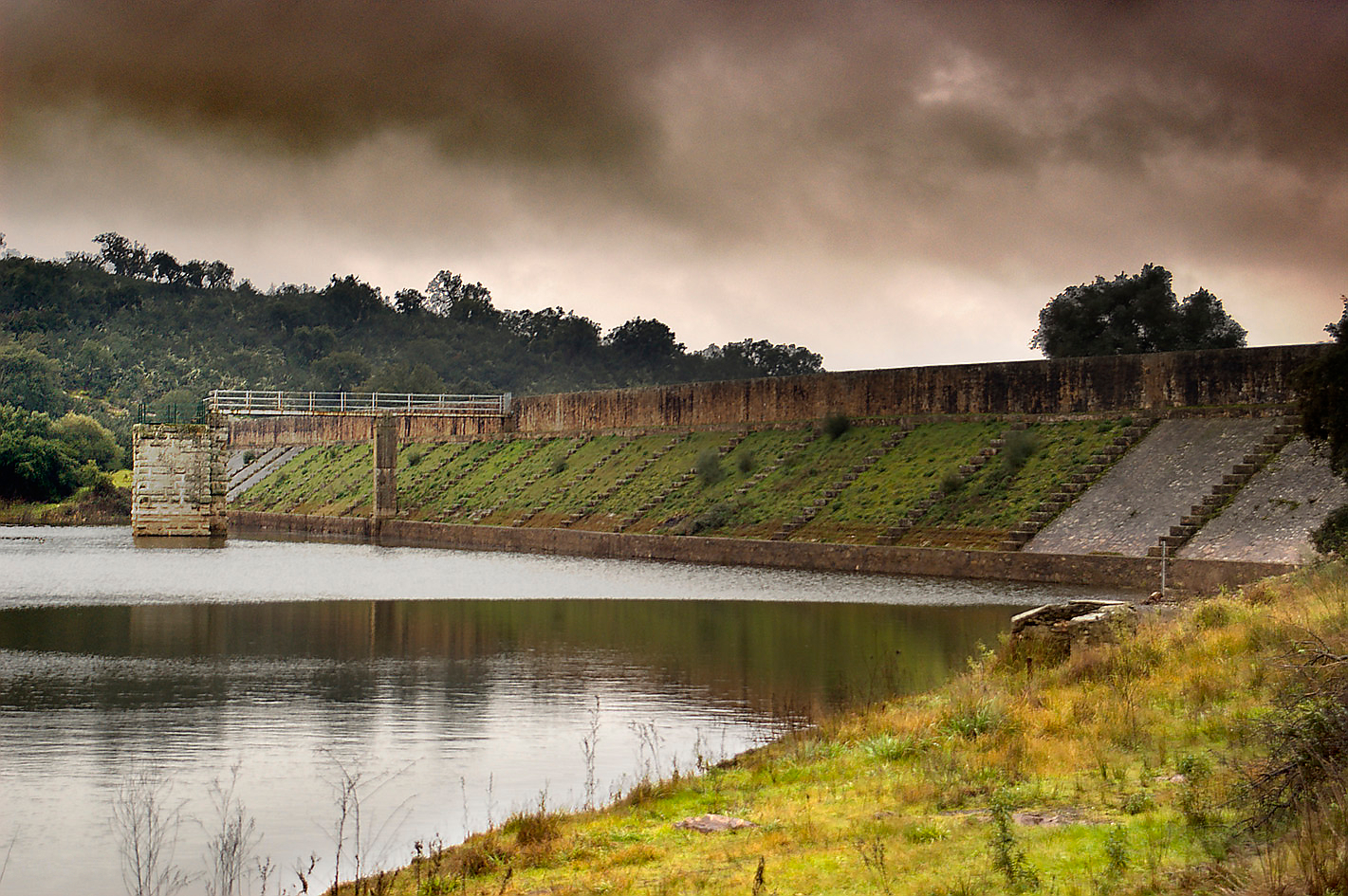
古代ローマのコルナルボダム

ヨーロッパではローマ帝国時代に上水道供給を目的としたダム建設が盛んとなり、現在でもフランスやイタリアなどに堤高20メートル規模のダムが現存、あるいは廃墟として残っている。この頃に初めてダム建設にコンクリート（ローマン・コンクリート）が使われ、止水用にモルタルが用いられた。14世紀頃になるとスペイン各地でダム建設が行われ、特に14世紀末に建設されたアルマンサダムは世界一の高さになった。さらに1594年に完成したアーチ式コンクリートダムのチビダム（別名アリカンテダム）は高さ41.0メートルとアルマンサダムの記録を塗り替え、以後300年間に亘って記録が破られることがなかった。このように中世においてはスペインが、ダム技術で世界屈指を誇っていた。
この時期まで世界で建設されたダムはおおむね上水道や灌漑といった利水目的で、洪水調節を行う治水目的のダムは建設されていなかった。だが、17世紀に入るとヨーロッパ諸国で治水目的のためのダム建設が計画され、さらに洪水に耐えうるだけのダム型式としてダムの自重と重力を利用して堤体を安定化させる重力式コンクリートダムの技術が研究・開発されだした。フランスではナポレオン3世により河川開発が強力に推進され、1858年にはロアール川に洪水調節用ダムが建設された。プロイセンでは1833年以降に比較的巨大なコンクリートダムの建設が進められるようになった。日本では遅れること1920年代にコンクリートダムの建設が盛んになり、1924年（大正13年）には当時「世界のビッグ・プロジェクト」と称えられた大井ダム（木曽川）を建設。日本の支配下にあった外地でも大型ダム整備を進めた。台湾では1930年（昭和5年）に烏山頭ダムが完成して嘉南大圳（嘉南平原を沃野に変えた水路網）の要となった。1937年（昭和12年）には旧満州で当時東洋一といわれた豊満ダム（高さ90.0メートル）が、朝鮮半島の鴨緑江では水豊ダム（高さ107.0メートル）が1942年（昭和17年）に竣工し、世界のダム技術に追いついて行くようになった。

### 多目的ダムの登場
治水を目的としたダムが建設されると、今度は治水と利水双方の機能を組み合わせた多目的ダムの建設が志向されるようになった。既に731年日本において僧・行基が治水と灌漑を目的とした昆陽池を建設していたが、理論自体は提唱されていなかった。多目的ダムの理論を提唱したのは1889年、プロイセンのオットー・インツェが最初であり、それを1902年にマッテルンが経済性と技術的理論を結合した形で体系化した。こうしたプロイセンの治水・利水理論は1913年にプロイセン水法として纏められた。これは治水と利水を総合的に運用する法整備として近代における河川関連法規の模範ともされ、その後1918年のスウェーデン水法、1919年のフランスにおける利水関連法規、1920年のアメリカ連邦水力法、1934年のオーストリア水法など諸外国に多大な影響を与えた。
こうした多目的ダムによる治水・利水の総合的な運用は、河川総合開発事業として発展するに至った。一つの河川にダムをはじめ用水路や水力発電所を建設し、治水や灌漑、水道供給、発電を行うことで農業・工業生産力の向上を図り、雇用を安定化させ国力を高めることを最終目的にした事業であり、流域の広範囲に亘って大規模に実施された。特にアメリカにおいては金融恐慌の後、雇用の拡大と工業生産力向上を目指して大河川の総合開発を開始した。1936年にはコロラド川に当時としては世界最大級のフーバーダムを完成させ、さらに大統領フランクリン・ルーズベルトはミシシッピー川の支流・テネシー川に多数のダムを建設して洪水調節と水力発電を行うテネシー川流域開発公社（TVA）を設立、ニューディール政策の一環として総合開発を行った。
このTVAの成功は諸外国を刺激し、第二次世界大戦に前後して各国で河川総合開発が加速した。代表的なものとしてはソ連の五カ年計画に基づくエニセイ川（ブラーツクダムやクラスノヤルスクダムなど）、ヴォルガ川、ドニエプル川の総合開発、インドにおけるダモタル川総合開発事業、オーストラリアにおけるスノーウィーマウンテン総合開発事業などがある。日本では1938年（昭和13年）に物部長穂が「河水統制計画案」として提唱し、その理論は戦後打ち続く洪水に対処するため利根川や淀川など主要7水系において「河川改訂改修計画」の策定へつながり、利根川上流ダム群などの大規模河川総合開発が行われた。

### 大ダムの時代

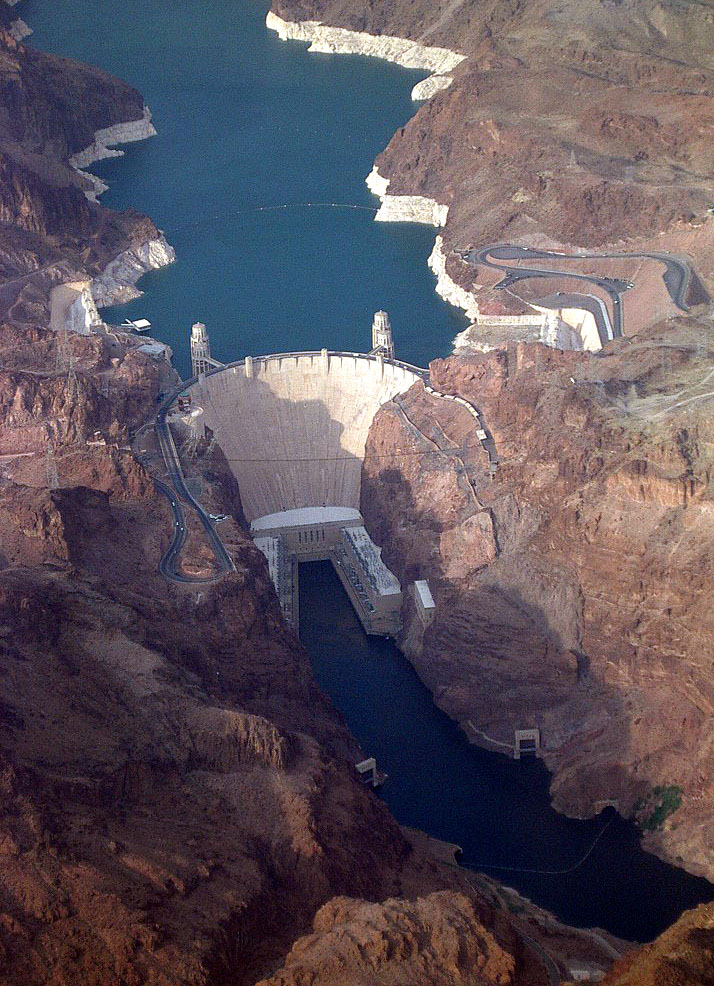
フーバーダム

第二次大戦後、ダム建設技術はさらに向上し、高さ200メートルを超える巨大ダムが各国で続々建設されるようになった。1962年には重力式コンクリートダムとしては世界一であるグランド・ディクサーンスダム（スイス）が完成。1968年にはカナダ・ケベック州においてマルチプルアーチダムとしては世界一となるダニエル・ジョンソンダムが完成した。そして1980年にはソ連（現在はタジキスタン）がヌレークダムを建設し、高さ300メートルという既設ダムとしては世界最高のダムを建設した。現在はタジキスタンのヌレークダム上流に高さ335メートルのログンダムが建設されており、完成すれば世界一の高さになる。
貯水容量においても莫大な容量を有する人造湖が続々と誕生した。フーバーダムは総貯水容量が348.5億立方メートルと日本にある全てのダム貯水容量を凌駕する容量を有するが、ジンバブエとザンビア国境にあるカリバダムは総貯水容量が1,806億立方メートルと琵琶湖の約67倍の容量を誇り、人造湖単体としては世界最大の人造湖を生み出した。1957年にウガンダに建設されたオーエン・フォールズダムが世界最大ともいわれるが、総貯水容量2兆7000億立方メートルの大半はヴィクトリア湖の容量であり、ダムによる増量分は2,700億立方メートルである。このほか世界有数の大河川の本流にもダムが建設され、1958年に黄河で完成した三門峡ダム、1970年にナイル川で完成したアスワン・ハイ・ダム、1991年にパラナ川で完成したイタイプダムなどはダム・人造湖の規模においても世界有数であり、2009年長江に完成した三峡ダムはダム・人造湖のほか世界最大の水力発電所を擁する。

### ダム技術の革新
ダムの建設技術についても、20世紀に入り様々な手法が開発・導入されるようになった。20世紀前半はコンクリートが高価であり、工費圧縮のためコンクリート使用を抑制する工法が開発された。代表的なものとしてはバットレスダムがあるが、この型式では地震や洪水に弱いという難点があり、盛んに建設されることは無かった。こうした問題を解決したのが中空重力式コンクリートダムであり、重力式コンクリートダム内部に空洞を設け、ダムと基礎地盤との接地面を広く設けることで少ないコンクリートで重力式と同程度の安定性を保つ型式である。これはマルチェロによって理論が纏められ、彼の母国イタリアで盛んに建設されたが日本でも導入され、単体のダムでは世界で最も高い畑薙第一ダム（大井川、125メートル）をはじめ多くの大ダムが建設された。ただし空洞を形成するための型枠や人件費が高騰し、現在では施工例を見ることは極めて少ない。
コンクリートを打設する技術については、従来は区画毎に分けてコンクリートを打ち増す「ブロック工法」が主流であったが、大型機械の導入や組み合わせの試行錯誤によってスムーズなコンクリート打設を図る技術が進んだ。1967年に完成したクラスノヤルスクダム（エニセイ川）ではコンクリート製造プラントからダム現場までをベルトコンベアで結び、休みなく連続して打設できる手法を導入した。こうした手法は世界各地のダム工事で採用され、工期の短縮と工費の縮減に貢献した。
さらなる合理化を図るために開発されたのがRCDコンクリート（Roller Compacted Dam Concrete）によるRCD工法であった。これは超硬練りのコンクリートをベルトコンベアやダンプカーで運搬し、ブルドーザーで敷きならした後にロードローラーで水平に薄く何層も締め固めるという工法である。コンクリートの量を少なく抑える他、ブロック工法のように継ぎ目を設けないので亀裂（クラック）を起こさず、安定性と経済性で従来の工法よりも優れることが確認された。この工法が世界で初めて本格的に手掛けられたのは日本で、1972年（昭和47年）より山口県において建設省が施工した島地川ダム（島地川）が初例である。この後、RCD工法は大規模なダム建設で採用され、中小規模のダムにおいてはRCD工法を中小規模用に改良した拡張レヤ工法が取り入れられた。ロックフィルダムについても大型機械の導入によって原材料の掘削や運搬、締め固め工法の技術が向上したことで大規模な体積を有するダムが多数建設された。
そして近年では、よりコンクリートの量を減らして工費縮減と工期短縮を図る型式の改良が進み、1999年（平成11年）には日本で台形CSGダムという新型式が開発された。これはセメントと土砂と水を最適な含有量で混ぜ合わせることでコンクリートに近い強度の骨材を作り、台形に仕上げることで強度を補強するものである。従来は骨材を選別するのに良質のものを選ばなければならなかったが、この型式だと品質に関係なく骨材を使用できるので工費削減と工期短縮に貢献できるとされている。2002年（平成14年）より沖縄県の億首ダム（億首川）で本格的な施工が開始されたが、洪水の処理や地震への耐久性が課題として残されている。

## 型式別によるダムの種類
ダムのタイプ、いわゆる型式（かたしき）によるダムの分類としては、大別すると土や砂、岩石を積み上げて建設されるフィルダムと、コンクリートを主原料として建設されるコンクリートダムの二種類があり、おのおの細分化した型式が存在する。このほか両者を連結・複合させたコンバインダム（複合ダム）や、日本で開発された新型式である台形CSGダムがある。いずれもアルファベットの略号で表されることもある。
ただしロックフィルダムとアースダムについては、世界的に見ると明確な区別がなされてはいない。外観がロックフィルダムであってもアースダムとして分類される（カナダのマイカダムなど）ことがあり、材料を混成して施工されることが要因となっている。したがって両方の型式を包括してフィルダムまたはフィルタイプダム、あるいはエンバクトメントダムと呼称される。ロックフィルダムを細分化した亜型で分類するのは日本が代表的である。
地形や地盤、気候、河川流量、さらには地震の有無などにより採用される型式が異なり、地域によって特性が見られる。一般にアルプス山脈一帯や中近東は基礎岩盤が比較的堅固であるためコンクリート量を節減し経済性に優れるアーチ式コンクリートダムが多く建設されている。一方、日本のその他の地域（一部を除く）やアメリカ合衆国西海岸（カリフォルニア州）のような地震多発地域では地震や洪水に最も強い重力式コンクリートダムが多い。

### 型式一覧
| 分類                         | 小分類                                     | 略号 | 解説 |
| ---------------------------- | ------------------------------------------ | ---- | --- |
| コンクリートダム             | 重力式 コンクリートダム                    | G    | ダムの自重と重力を利用して水圧を支えるダム型式。                                                                                   |
| コンクリートダム             | 中空重力式 コンクリートダム                | HG   | ダムの堤体内が空洞になっている重力式コンクリートダム。 イタリアや日本に多く見られる型式。                                          |
| コンクリートダム             | アーチ式 コンクリートダム                  | A    | 河川両側の堅固な岩盤に水圧を分散させて支えるダム型式。 全世界における堤高200メートル以上のハイダムで多く採用されている型式である。 |
| コンクリートダム             | 重力式アーチダム                           | GA   | 重力式とアーチ式の両型式の特性を備えたダム型式。                                                                                   |
| コンクリートダム             | マルチプル アーチダム （多連式アーチダム） | MA   | 複数のアーチが連なるダム型式。 扶壁で支える点からバットレスダムに比較的近い。                                                      |
| コンクリートダム             | バットレスダム                             | B    | 水を遮る壁（遮水壁）を垂直に扶壁で支えるダム型式。 地震や洪水に弱いため余り堤高を高くできない。                                    |
| フィルダム                   | アースダム （アースフィルダム）            | E    | 台形状に盛り土を行って建設されるダム型式。 地震の少ない地域では堤高200メートル以上のハイダムも存在する。                           |
| フィルダム                   | ロックフィルダム                           | R    | 土砂と岩石を主体として建設されるダム型式。遮水壁の位置・種類によって種類が細分化される。                                           |
| コンバインダム（複合型ダム） | コンバインダム（複合型ダム）               | GF   | 複数の異なる型式が複合したダム型式。                                                                                               |
| 台形CSGダム                  | 台形CSGダム                                | CSG  | 日本で近年開発されたダム型式。事業費削減に貢献することができる。                                                                   |

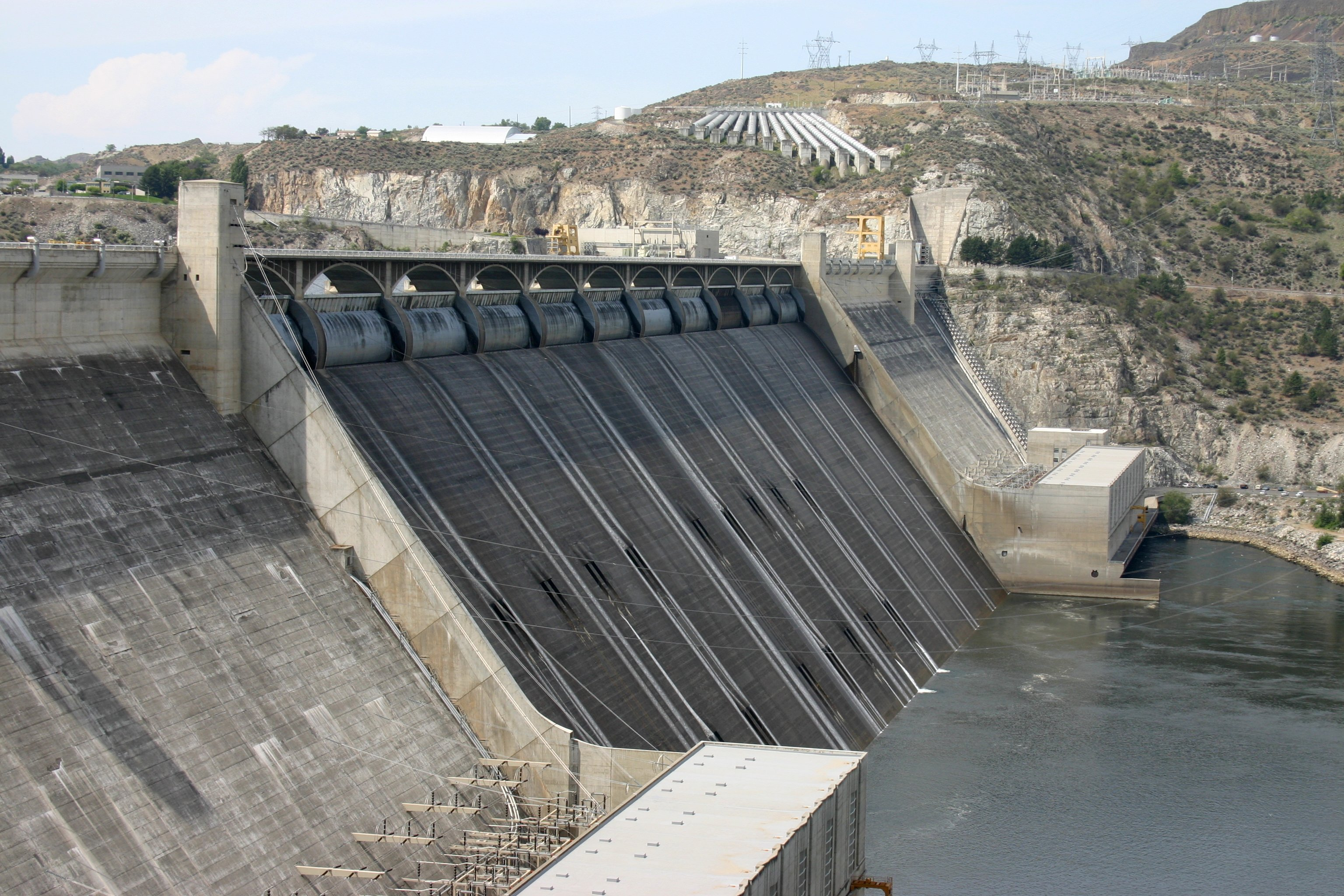
重力式コンクリートダム (アメリカ・グランドクーリーダム)
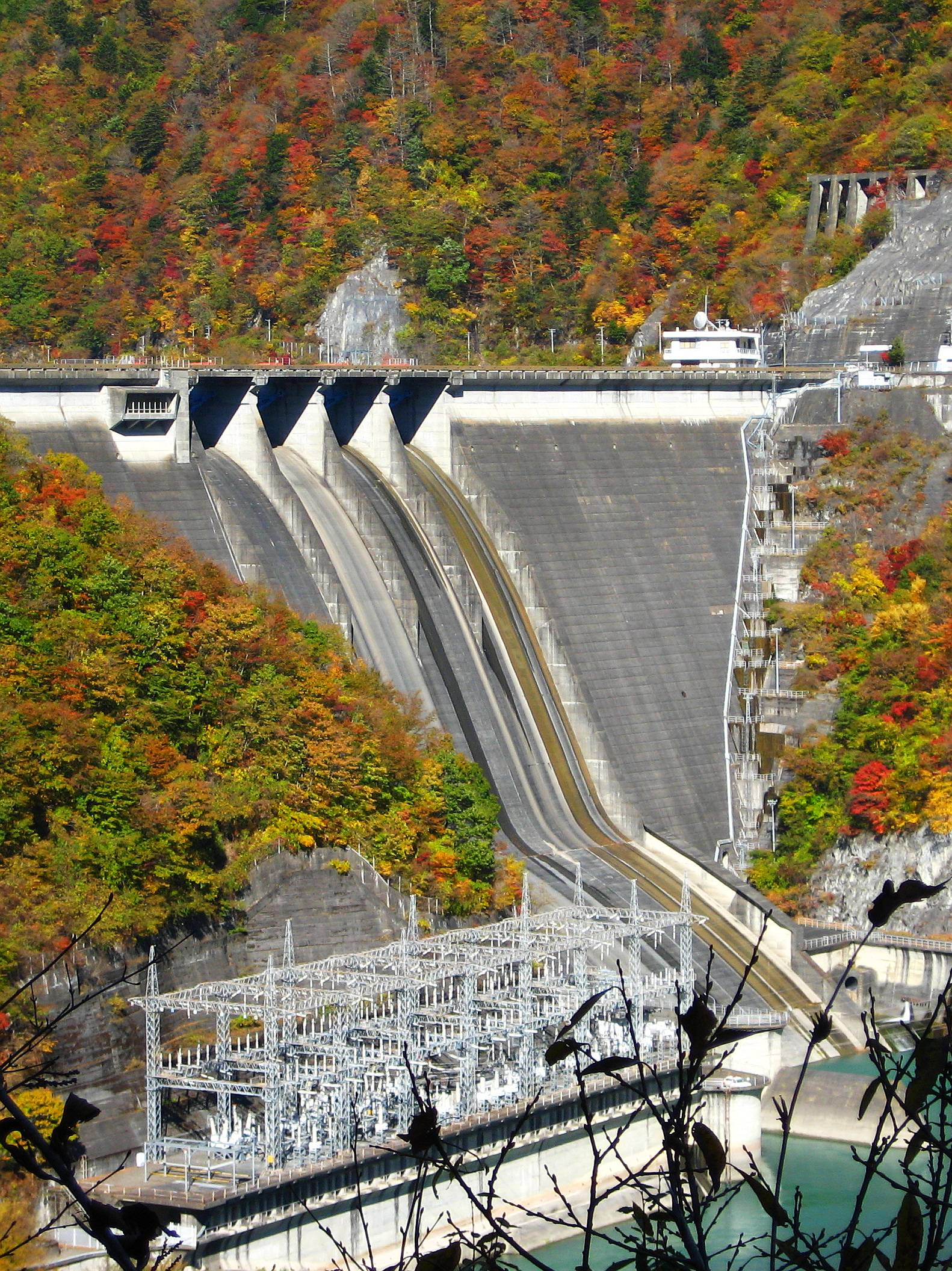
中空重力式コンクリートダム (日本・畑薙第一ダム)
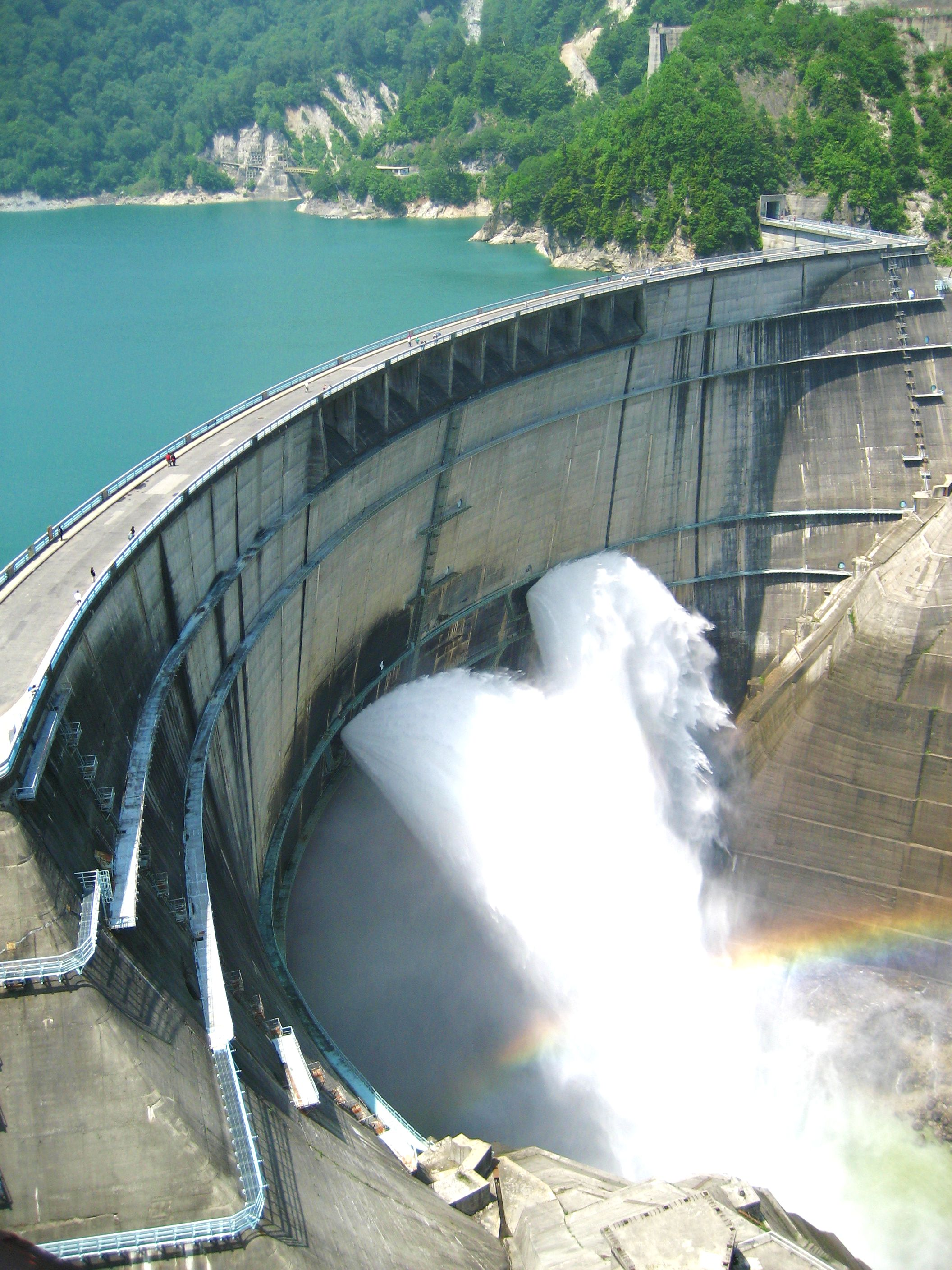
コンバインダム (日本・黒部ダム)
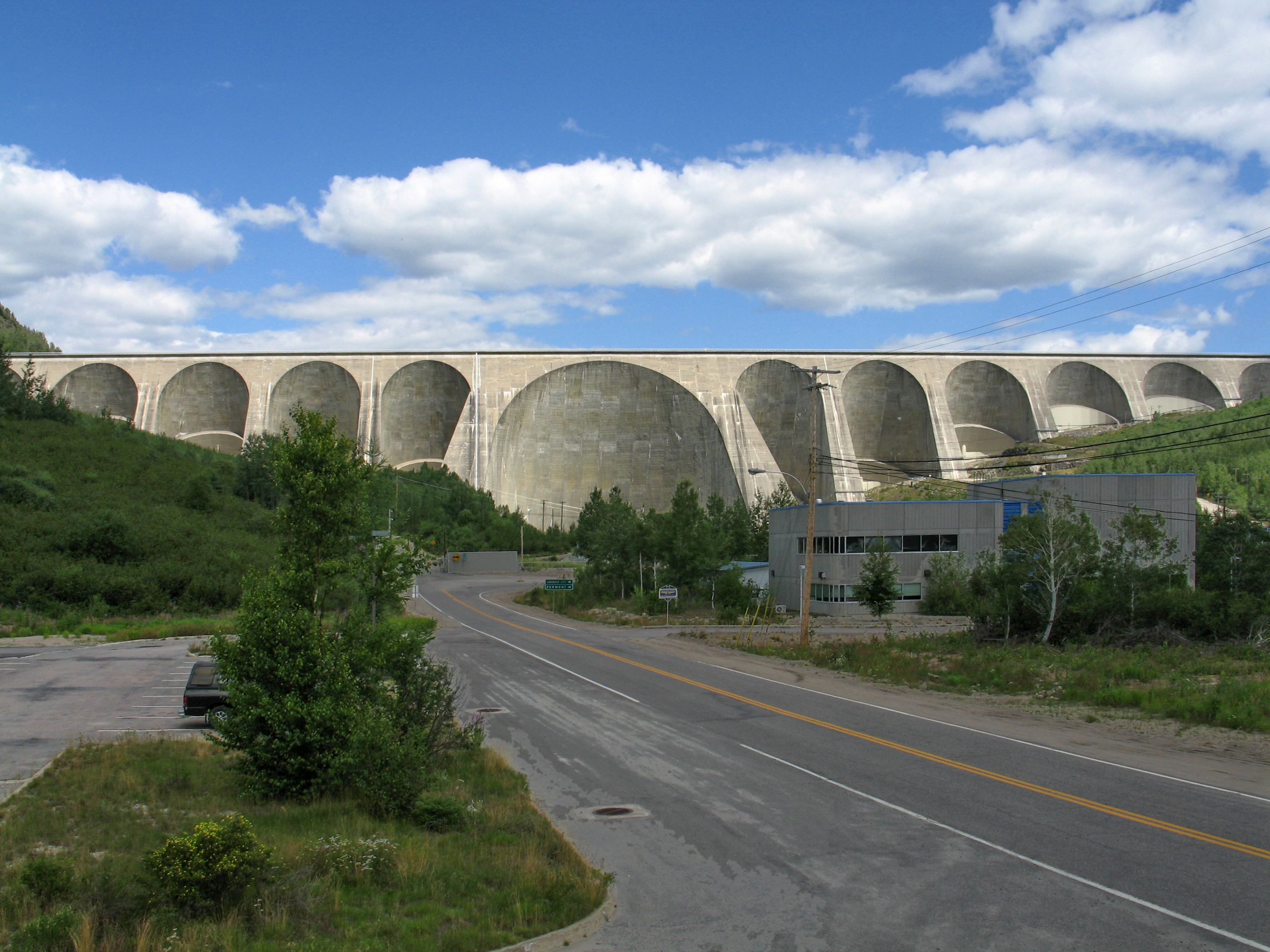
マルチプルアーチダム (カナダ・ダニエル・ジョンソンダム)
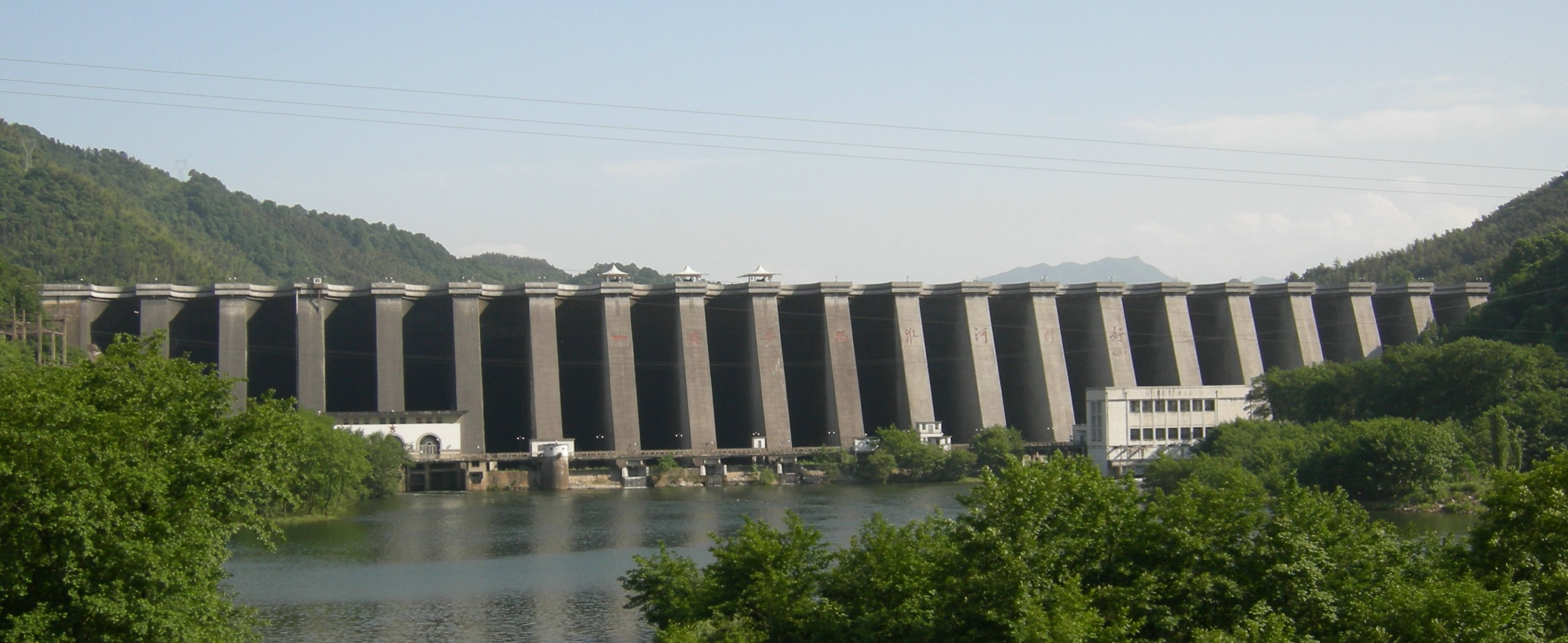
バットレスダム (中国・仏子嶺ダム)
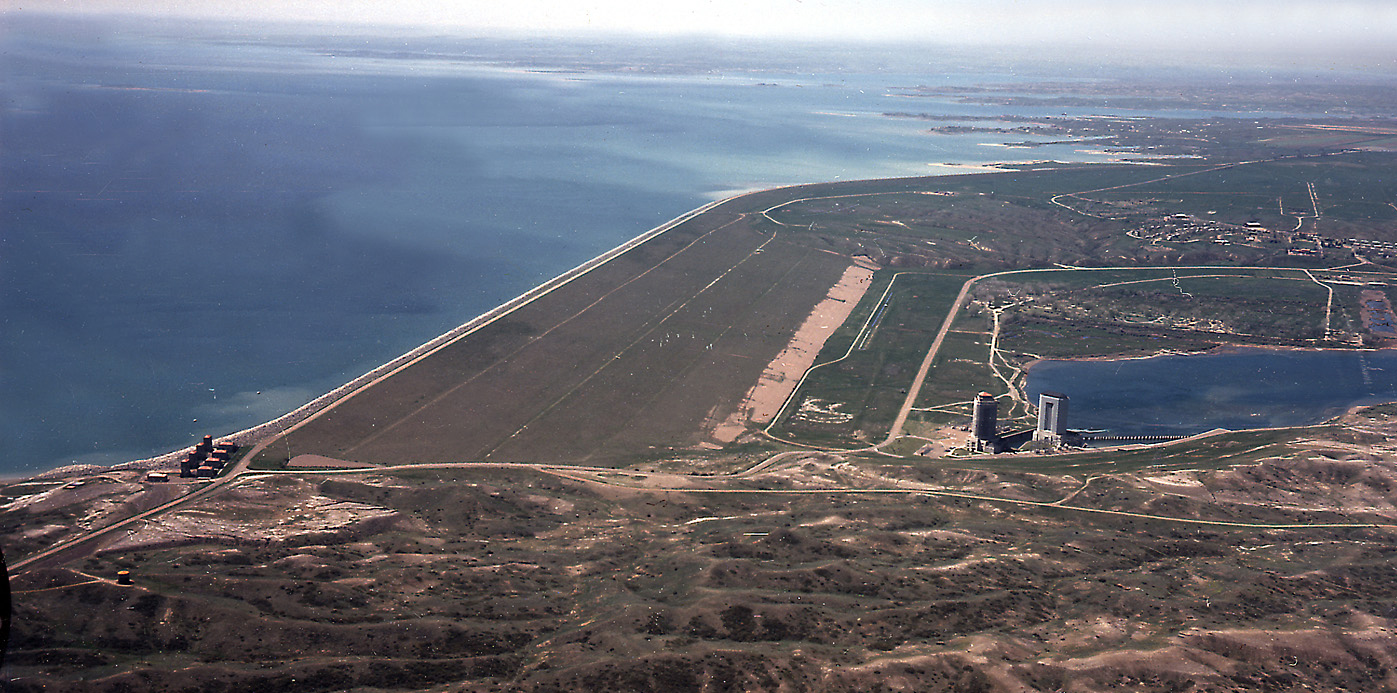
アースダム (アメリカ・フォートペックダム)
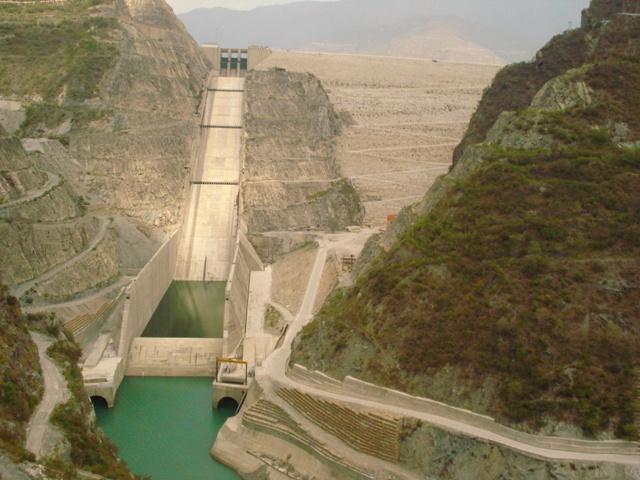
ロックフィルダム (インド・テヘリダム)
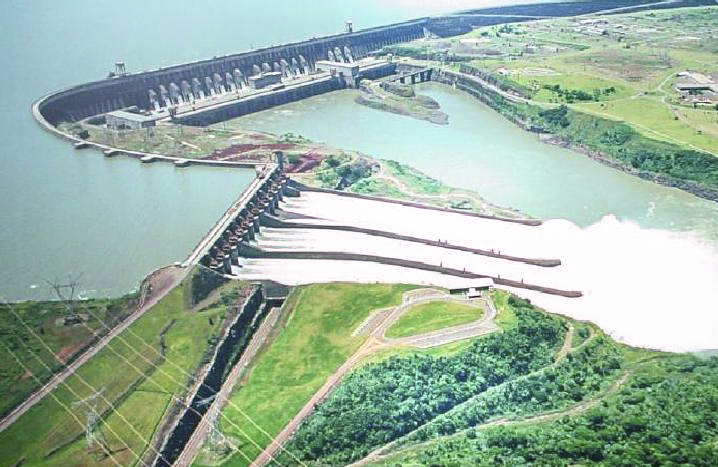
コンバインダム (ブラジル・パラグアイ・イタイプダム)

### 地下ダム
地下水を貯水するため、地下に設ける止水壁を地下ダムという。これは、地下水の流れを土中で塞き止め、そこから汲み上げて使用する。地下に空洞を作って地底湖のように貯水をするわけではない。
例えば、海岸部においては海水が地下水へ侵入するのを防ぎ、地下水の塩水化を防止する役割を果たすものとなっている。また、内陸部の場合は、帯水層の水が分散するのを塞き止めて、地盤内の隙間に水を貯える構造のものとなる。具体的には、サンゴ礁の島々など山岳地帯の少ない離島・海岸部の地点や、内陸部では自然の止水層が多くあり人工止水壁が少なくてすむ地点などに用いられる。
世界的にはワジが多く存在するサハラ砂漠など乾燥地帯に集中する。これは日本と異なり降雨量に対して蒸発量が大きく無視できない地域においては、貯水表面が外気に曝されないため、貯水の損失を防ぐ観点から有効である。日本（日本ダム協会調べ）では主に沖縄県を中心とした島嶼部や海岸沿いの地域に集中しており、福里ダムなど14基建設されている。

### 鋼製ダム
ダム本体がステンレスなどのいわゆる鋼で形成されているダム。人造湖側は水を遮る壁（遮水壁）を設け、支柱などで基礎地盤と連結して貯水し、下流部をステンレス鋼で形成する型式のダム。断面の形状としてはバットレスダムに似る。安定性を保つために地中にアンカーを設置し、水圧に耐える構造を採っている。アメリカでは1898年完成のアッシュ・フォーク・ダムをはじめ20世紀初頭に幾つか建設されたが、現在施工例はない。日本国内ではハイダムの施工例は存在せず、2006年に竣工した大阪府の泉南農業公園調整池が唯一の施工例である。

### 木材ダム
ダム本体を木材で形成したダム。木材を組み、隙間に石や土砂を充填して堰堤とした。セメントの輸送が困難であった産業革命期に、北米の林業の盛んな地域で建設された。木材の性質上腐食しやすく、規模の拡大にも限界があったため、その多くがアースダムなど別の方式に建て替えられた。北米ではいくつかの木材ダムが残されている。
日本においては、かつては河川での木材運搬を目的とした「鉄砲堰」と呼ばれる小規模な木材ダムが存在していた。

## ダム諸元に関する表記
諸元とは、高さや、重量などのいわゆる概要であり、高さ等呼称は下記の通り。

### 諸元
| 諸元         | 単位   | 解説 |
| ------------ | ------ | --- |
| 堤高         | m      | 「ダム高」とも呼ぶ。基礎岩盤接地部からのダム堤体の高さを指す。 岩盤を深く掘削して建設しているダムでは見かけ上低く見える。                                             |
| 堤頂長       | m      | ダム頂上部の長さ。一般に堤高に比して長い。 まれに堤高と堤頂長の比が逆転しているダムもあり、 この場合ダムの外観は縦長となる                                            |
| 堤体積       | m3     | ダム堤体の体積。 ロックフィルダムでは体積が大きくなる |
| 総貯水容量   | m³     | 満水時にダム湖に貯水される河水の総量。 洪水調節容量・利水容量・堆砂容量・死水容量の総和で量られる。 （注：死水容量 … 堆砂の最上面と最低水位が合わない時の貯水容量。） |
| 有効貯水容量 | m³     | 総貯水容量から堆砂容量と死水容量を差し引いた容量。 実際に治水・利水に利用される貯水容量である。                                                                       |
| 流域面積     | km2    | ダム湖に注ぐ全ての河川が流れている地域（流域）の総面積。 面積が極端に狭いダムは揚水発電の上池であったり、 他河川より導水して貯水するダムであることが多い。            |
| 湛水面積     | ha km² | ダム湖の満水時における表面積。 湛水面積が広いからといって総貯水容量が多いとは限らないが、 堤高が低いダムでは比較的面積と容量の大きさが比例する。                      |

## 世界の主なダム
現在、世界における最大の堤高を有するダムはタジキスタンに建設されている水力発電用のログンダムで335メートルの高さがあり、完成すれば東京タワー（333メートル）を超える高さとなる。現在既設ダムで世界一であるヌレークダム（300メートル）も同じタジキスタンの同一河川にある。堤高200メートル以上のダムを型式別で見るとアーチ式コンクリートダムが最も多く、続いてフィルダムが多い。
また、総貯水容量では人造湖単体としてはジンバブエとザンビアの間に建設されたカリバダムが最も容量が大きい。その総貯水容量は実に約1,806億立方メートルであり、日本最大の自然湖である琵琶湖（約27億立方メートル）の約67倍の容量を誇っている。自然湖をダム化したものを含めると、ウガンダに建設されたオーエンフォールズダムの約2兆7000億立方メートル（琵琶湖の約1,000倍）が最大であるが、容量の9割はヴィクトリア湖の容量であり、ダムによる増加分は2,700億立方メートルである。その他、堤高の高いダムに関しても、容量が100億立方メートル級のダムが軒を連ねている。面積においてもカリバダムが約5,180平方キロメートルと世界最大の広さを有し、三峡ダムのように貯水池延長が約500キロメートルという規模を持つダムもある。
ダムによる水力発電量ではブラジル・パラグアイ・国境にまたがるイタイプダムがかつて世界最大であり、その最大出力は1260万キロワットと日本最大の水力発電所である神流川発電所（群馬県・長野県。282万キロワット）の約4.5倍もの電力を供給する。2009年に中国・長江で完成した三峡ダム（長江）では2012年に2250万キロワットまで発電能力を増やし、イタイプダムのそれを大きく上回った。

### 堤高ランキング
- 世界における詳細なハイダムランキングは世界の大ダム一覧を参照のこと。

| 順位     | 国名         | ダム名                     | 型式       | 堤高 (m) | 総貯水 容量 (千m³) | 完成年             | 備考       |
| -------- | ------------ | -------------------------- | ---------- | -------- | ------------------ | ------------------ | ---------- |
| 1位      | 中国         | 錦屏一級ダム               | アーチ     | 305.0    | 15,132,000         | 2012年             | 既設世界一 |
| 2位      | タジキスタン | ヌレークダム               | アース     | 300.0    | 10,500,000         | 1980年             |            |
| 3位      | 中国         | 小湾ダム                   | アーチ     | 292.0    | 15,100,000         | 2010年             |            |
| 4位      | 中国         | 溪洛渡ダム                 | アーチ     | 285.5    | 12,670,000         | 2013年             |            |
| 5位      | スイス       | グランドディクサーンスダム | 重力式     | 285.0    | 401,000            | 1961年             |            |
| （参考） | 富山県       | 黒部ダム                   | コンバイン | 186.0    | 199,285            | 1963年（昭和38年） |            |

### 総貯水容量ランキング
| 順位     | 国名                | ダム名                 | 型式         | 堤高 (m) | 総貯水 容量 (千m³)        | 完成年             | 備考                                              |
| -------- | ------------------- | ---------------------- | ------------ | -------- | ------------------------- | ------------------ | ------------------------------------------------- |
| 1位      | ジンバブエ ザンビア | カリバダム             | アーチ       | 128.0    | 180,600,000               | 1959年             |                                                   |
| 2位      | ロシア              | ブラーツクダム         | 重力式       | 125.0    | 169,000,000               | 1964年             |                                                   |
| 3位      | エジプト            | アスワン・ハイ・ダム   | ロックフィル | 111.0    | 162,000,000               | 1970年             | ナセル湖                                          |
| 4位      | ガーナ              | アコソンボダム         | ロックフィル | 134.0    | 150,000,000               | 1965年             | ボルタ湖                                          |
| 5位      | カナダ              | ダニエルジョンソンダム | 多連式アーチ | 214.0    | 141,851,350               | 1968年             |                                                   |
| （参考） | ウガンダ            | オーエンフォールズダム | 重力式       | 30.0     | 2,700,000,000 270,000,000 | 1957年             | 上段はヴィクトリア湖を含む 下段はダム単体の増量分 |
| （参考） | 岐阜県              | 徳山ダム               | ロックフィル | 161.0    | 660,000                   | 2008年（平成20年） |                                                   |

### 発電出力ランキング
| 順位     | 国名                | ダム名                     | 型式                | 堤高 (m)    | 認可出力 (kW) | 完成年             | 備考     |
| -------- | ------------------- | -------------------------- | ------------------- | ----------- | ------------- | ------------------ | -------- |
| 1位      | 中国                | 三峡ダム                   | 重力式              | 185.0       | 18,200,000    | 2009年             |          |
| 2位      | ブラジル パラグアイ | イタイプダム               | 複合型              | 196.0       | 12,600,000    | 1991年             |          |
| 3位      | ベネズエラ          | グリダム                   | 複合型              | 162.0       | 10,000,000    | 1986年             |          |
| 4位      | ブラジル            | トゥクルイダム             | ロックフィル        | 95.0        | 8,370,000     | 1984年             |          |
| 5位      | ロシア              | サヤノシュシェンスカヤダム | 重力アーチ          | 242.0       | 6,400,000     | 1990年             |          |
| （参考） | 長野県 群馬県       | 南相木ダム 上野ダム        | ロックフィル 重力式 | 136.0 120.0 | 2,820,000     | 2005年（平成17年） | 揚水発電 |

## ダムの名称
ダムに付けられる名称は通常、計画の段階で命名される。途中で変更になる場合もある。命名については、河川名やダム建設地点の地名が採用されるケースが多い。この他キエフダム（ウクライナのドニエプル川）やクラスノヤルスクダム（ロシアのエニセイ川）など所在都市名を採用したもの、中国の三峡ダム（長江）や三門峡ダム、劉家峡ダム（黄河）、日本の豊平峡ダム（豊平川）のように峡谷名を冠したものなど、多彩である。また、同一河川・水系に建設されたダムの中には、完成順に番号で命名されているものもあり、イランにあるカールーン第一・第三・第四ダム（カールーン川）はその一例である。ダムによって形成された人造湖についても同様の傾向が見られるが、名称が特に定まっていないものも多い。日本ではダム完成前に一般公募によって人造湖の名称を決めるケースが多くなっている。
特殊な例としては、人名を冠したダムがある。これらは該当するダムまたは建設事由である河川総合開発事業において主導的な役割を果たした、あるいは国政に功績のあった政治家を顕彰する意味を込めて命名されている。以下に示したものは、その一例である。
- フーバーダム（アメリカ）：治水とラスベガスなどへの電力供給他を目的に計画されたコロラド川総合開発事業（ボールダー峡谷計画）の中心として1936年に完成した高さ221メートルの重力式アーチダム。建設当時はボールダーダムという名称であったが、1947年の第80回連邦議会において第31代アメリカ合衆国大統領であるハーバート・フーヴァーの名を冠する議決がなされ、現在の名称に変更された。なお、人造湖であるミード湖は、当時のアメリカ合衆国内務省開拓局長官であったエルウッド・ミードの名を冠している[5]。
- セオドア・ルーズベルトダム（英語版）（アメリカ）：水力発電を目的として1911年に建設された高さ109メートルの重力式コンクリートダム。完成からしばらくは河川名のソルト川から命名されたソルトリバーダムという名称であったが、1959年に第26代アメリカ大統領であったセオドア・ルーズベルトの名を冠した現名称へと変更された。前述のフーバーダムと同様にダムと人造湖双方に人名を冠した希有な例。
- ダニエルジョンソンダム（カナダ）：カナダ及びアメリカ東海岸地域に電力を供給する目的で1968年に建設されたダムで、マルチプルアーチダムとしては世界で最も高い214メートルの巨大ダム。ダム名は建設当時のケベック州知事で水力発電事業に力を注いだダニエル・ジョンソンにちなんで命名された。なお、彼はダム完成の直前に死去している[6]。
- アタチュルクダム（トルコ）：南西アナトリアプロジェクトにおける灌漑・水力発電を目的としたユーフラテス川総合開発事業の中心として、ユーフラテス川本流に1992年に完成した高さ169メートルのロックフィルダムでトルコ最大級の規模を有するダム。ダム名はトルコ建国の父であるケマル・アタテュルク（アタチュルク）にちなみ命名された[7]。
- シーナカリンダム（タイ）：映画『戦場に架ける橋』の舞台となったクワイ川（クワイヤイ川）に、水力発電と治水を目的とした河川総合開発・クワイヤイ第一計画の中心事業として1980年に完成した、高さ140メートルのロックフィルダム。日本の円借款および電源開発の技術協力で建設された。ダム名はタイ国王ラーマ9世の母であるシーナカリン王太后の名が冠され、計画名自体も途中からシーナカリン開発計画と改められた[8]。
- ホセ・マリア・モレーロスダム（メキシコ）：メキシコシティ南西に洪水調節・灌漑・水力発電が目的の河川総合開発事業として建設された高さ59.7メートルのロックフィルダム。ダム名はメキシコ独立革命の英雄で、メキシコ最初の憲法を制定したホセ・マリア・モレーロスの名が冠された。1968年完成[9]。
- ゾラダム（フランス）：南フランス・エクサンプロバンス近郊を流れるローヌ川支流のアンフェルネ川に1854年完成した高さ42.5メートルの灌漑と水力発電を目的にしたアーチ式コンクリートダム。完成から約50年間アーチダムとしては世界最高の高さを有していた。ダム名はこのダムを設計した土木技師であるフランチェスコ・ゾラの名を冠しているが、彼の息子は文豪で知られるエミール・ゾラである[10]。

人造湖については先述のミード湖のほか、アスワン・ハイ・ダム（ナイル川・エジプト）の人造湖が同事業を強力に推進した第2代エジプト大統領ガマール・アブドゥン＝ナーセルにちなんでナセル湖と命名された例、グランドクーリーダム（コロンビア川・アメリカ）の人造湖が建設を推進・指揮した第32代アメリカ大統領フランクリン・ルーズベルトにちなみルーズベルト湖と命名された例などがある。

## ダムの諸問題
ダムは建設に多額の投資が必要で、河川の場合は建設地周辺から河口に至るまで広範な地域の自然環境や生活環境、社会・経済に大きな影響を及ぼす。このため各ダムは構想・計画段階から賛否両論があり（「ダム建設の是非」「ダムの代替案」参照）、訴訟や選挙の争点になることもある。建設や完成後の運用にも様々な問題が生じ、その解決策を模索することとなる。日本では、ダム事業が中止または長期化した例もある。

### ダムによる地球環境への負荷と災害
ダム湖は大量の水を抱えるだけに、耐久限界を超えた水害や事故による決壊が起きると、大きな被害を及ぼす。水量の管理で防災の役割を担う反面、ダムの建設や貯水によって誘発地震が発生する可能性も指摘されている。また、過去200年間に巨大ダムを建設した影響により、「真の極移動」という現象が発生して2度にわたって地球の自転軸が約1mも移動し、世界の海面は21mm低下してしまったと指摘する研究結果もある。
現在は地球温暖化問題が深刻化し、世界各地で激しい洪水や深刻なかんばつが問題になっており、既存のダム運用に対する見直しも要求されている。一般に二酸化炭素(CO2)を排出しないとして水力発電は注目されているが、ダムの規模や設置している地域の気候などによっては貯水池より大量にメタンガスが発生するなど悪影響等も世界ダム委員会（WCD）の最終報告書等をはじめとして多方面より指摘されており、慎重な対応が求められている。

### ダム湖化による地域の水没
集落や街道は川沿いに発達することが多いため、ダム建設が計画されると、ダム湖の湛水に伴う水没予定地域の住民や外部の自然愛好家らによる反対運動が起きることがある（四国の早明浦ダムなど）。
さらに文化財や遺跡が水没するという問題も発生している。アスワン・ハイ・ダムではアブ・シンベル神殿が水没することとなり、ユネスコなどの援助・指導によって移転されている。また三峡ダムでは『三国志』で有名な劉備終焉の地・白帝城が半分以上水没するなどの問題が起こった。

### 土砂・水の排出量管理
利水目的のダムにおいては、洪水のおそれがない時期は河川の水を全て堰き止めてしまうのでなく一定量を放流し、下流の生態系や景観、釣り・漁業、水利権への配慮を求められる。日本では国土交通省の発電ダムに対するガイドラインで、そのための維持流量の確保を定めている。
流域土砂管理を考えた場合、環境問題としては堆砂の問題と、河川の最大流量をコントロールすることで下流へ砂がフラッシュ（流下）されないという問題もある。また、ダム設置による河川の流量や水温への影響によって、河川生態系を攪乱するという指摘もある。三峡ダムでは黄土高原から流出する黄砂が貯水池に堆積、完成から二年で貯水池が埋没してダム機能が麻痺する事態が発生。さらにアスワン・ハイ・ダムでは下流への土砂流下減少によってナイル・デルタ縮小という問題が発生している。堆砂については従来の浚渫（しゅんせつ）主体から排砂バイパストンネルによる抜本的対策が試行されているほか、流砂連続性を確保するための人工洪水試験がグレンキャニオンダム（アメリカ）やスイスの発電用ダム、日本の国土交通省直轄ダムの一部などで実施されている。ただし現在は試行段階であるため、海岸侵食などを有効に防止するまでには至っていない。
複数の国を流れる国際河川においては、上流部にある国が大型ダムを計画・建設することに対して、河川流量の減少を懸念する中流・下流部の国や住民が不満を抱いで国際問題化したり、逆に上流部の国による影響力拡大の手段に使われたりしている、下記のような例もある。「21世紀は水戦争の時代」と呼ばれる中、水資源開発とその保全は油田開発に匹敵する重要課題であると指摘する専門家も多い。実際問題として国連は水質汚染と共に水不足を水の危機として警告を発しており、複数の国家間で紛争が発生している。
- メコン川（中国とラオス、カンボジア、ベトナム、タイ王国）[14]
- 青ナイル川（エチオピアとスーダン、エジプト）[15]
- 白ナイル川（ウガンダと南スーダン）
- インダス川（インドとパキスタン）[16]

### 防災での限界と決壊事故
治水機能を持つダムは豪雨や長雨が予測されると、予備放流や事前放流を行って空き容量を増やしておき、降雨が本格化すると放流量を抑えて下流の水害を防ぐ洪水調節を行う必要がある。日本ではダム湖への水の流入が貯水能力を超えそうになると、ダムの損壊を防ぐため放流する「異常洪水時防災操作」を行うが、下流域で死傷者・行方不明者などの被害が出ることもあり、放流判断や告知が不適切であったとの批判が出ることもある。また事前放流するには、利水容量を回復させることが大前提となり、利水容量が回復しなかった場合は利水事業者が機能回復のために実施した措置に対し、ダム管理者が利水事業者と協議し要した費用を負担する、等の基本的事項 が弊害となり事前放流を行わなかったり不十分であったため、緊急放流による被害が大きくなっている、との指摘もある。平成30年7月豪雨では6府県にあるダム8か所で防災操作が行われた が、肱川（愛媛県）で氾濫により9人が死亡したため、検証作業が行われている。
また砂防ダムも、大量の水・土砂が強い勢いで流入すれば防ぎ切れなかったり、決壊したりする。
洪水時に限らず、多数の死傷者を伴うダム決壊事故は国内含め世界中で発生しており、その度にダムに対する安全性が問われ技術、運用面の改善が求められている。フランスのマルパッセダム決壊事故（1959年）ではダム本体の安全性のみならずダム両岸の基礎岩盤の安定性が重要視された。アメリカのティートンダム決壊事故（1976年）では岩盤の安定性だけではなく水分の透過性も重要視され、以降ダムの基礎工事が建設においては特に注意を払われた。さらに貯水の際における諸問題として地盤の変化に伴う地すべりや誘発地震の問題も指摘され、1963年のバイオントダム地すべり事故（イタリア）では2000人の死者を出す惨事を招いた。因みに、史上最悪のダム決壊事故はアメリカのペンシルベニア州に建設されたサウスフォークダムで、1889年5月31日に決壊してジョンズタウンを壊滅させ、2200人以上の死者を出した。ギネスブックにも掲載されている。

### ダム新設の終焉や見直し論
ダム技術を切り拓いたヨーロッパ各国では、ダムのみではない多様な施策により治水安全度が格段に向上し、ドナウ川やテムズ川をはじめ多くの大河川で一万年に一度の大洪水に耐えうる（日本では最大で百年から百五十年に一度）だけの治水整備（住宅撤去などによる氾濫原の復元など）が行われ、ダム建設は事実上終焉している。アメリカでは1990年代に内務省開拓局長官であったダニエル・ビアードが「アメリカではダム建設の時代は終わった」と発言し、物議を醸した。日本ではこうした欧米の動きや、談合などの公共事業に関連する不透明な税金使用を背景にダム反対派が勢いを強め、「脱ダム宣言」をはじめダム事業に否定的な動きも出ている。

### ダムへの武力攻撃

被害が大きくなる攻撃禁止施設であることを示す特殊標章

第二次世界大戦におけるイギリス空軍によるチャスタイズ作戦（ドイツのダムへの爆撃作戦）や第四次中東戦争におけるアスワン・ハイ・ダムへのイスラエル空軍によるペイント弾空爆など、戦争やテロリズムによっては、ダムは攻撃の対象となる。朝鮮戦争において鴨緑江に戦前日本が建設した水豊ダム（スープンダム・北朝鮮）はアメリカ空軍による集中爆撃を受けたが、重力式コンクリートダムの特徴が幸いしダムは決壊せずに持ちこたえている。2022年ロシアのウクライナ侵攻では、ウクライナ、ロシア双方が、相手の進軍を遅らせるために小型のダムを破壊している。2023年6月に発生したカホフカダム破壊事件の真相は究明されていないが、ウクライナ側はダムが崩壊する前年から複数回、ミサイルによる攻撃を加えている。
リスク管理やテロ対策の面からも十分な対策が求められている。幾つかの国家ではダムは軍事施設にならぶ重要な防衛拠点として、写真撮影を含み立ち入りが禁じられていることもある。なお、ジュネーヴ諸条約追加議定書（1977年採択）第56条では、ダムは原子力発電所、堤防と並び「危険な力を内蔵する工作物及び施設」として位置づけられ、武力による攻撃が禁止されている。

### 主なダム事故

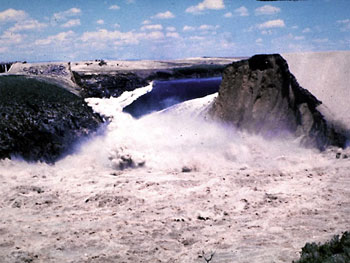
ティートンダム決壊事故

ダム事故のなかでダムが完全に破壊される「決壊事故」（崩壊事故）は多数の犠牲者を出す最も重大な事故である。特に大雨によるダム本体からの越流や地震による崩壊といった天災に、施工不良や管理不良といった人災が重なって起こる場合がほとんどを占める。中には戦争による空爆や意図的なサボタージュによって事故が起こることもある。
最も危険なのはダム湖に試験的に貯水を行う試験湛水（たんすい）時であり、この工程中に決壊する例も多い。したがって試験湛水中はダム本体のみならず人造湖に接する周囲の地盤にも多大な注意を払っている。以下に主な事故を挙例する。
日本の事例については日本のダム#日本のダム事故を参照のこと
- サウスフォークダム決壊事故（英語版）（フィルダム。アメリカ合衆国・1889年5月31日。北緯40度20分57.45秒 西経78度46分32.39秒 / 北緯40.3492917度 西経78.7756639度）

大雨によりダム堤体を貯水が越流して決壊。下流にあるジョンズタウンが壊滅して2,200人が死亡、世界のダム史上最悪の死亡者数をもたらした事故をおこす（ギネスブックにも公式に認定されている）。この水害を「ジョーンズタウン洪水」と呼ぶ。
- セント・フランシスダム決壊事故（英語版）（重力式コンクリートダム。アメリカ合衆国・1928年3月12日）

満水時にダム左岸部の堤体が決壊し、下流のカリフォルニア州・ロサンゼルス郡とベンチュラ郡で少なくとも431人が死亡。ダム左岸が地滑り跡の上に建てられていたことが原因と考えられている。
- エーデルダム・メーネダム空爆（重力式コンクリートダム。ドイツ・1943年）

第二次世界大戦時にイギリス空軍によるチャスタイズ作戦の折、軍需産業が盛んだったルール工業地帯に損害を与えて工業生産力を低下させ、ナチス・ドイツに致命的な打撃を与えるため両ダムを空爆し、破壊した。流域住民1,288人が死亡した戦争によるダム破壊の代表事例。終戦後両ダムは当時の西ドイツ政府によって再建され、現在も供用されている。
- 水豊ダム空爆（重力式コンクリートダム。北朝鮮・1949年）

朝鮮戦争時にアメリカ空軍が戦況を有利に運ぶために、電力施設への空襲や北朝鮮軍および支援する中国軍に打撃を与えるべく数度に渡り空爆を行う。ダムはかつて朝鮮半島を統治していた日本が建設したものだが、ダムの体積が大きかったことや強固に建築されていたこともあって破壊させることに失敗する。
- マルパッセダム決壊事故（アーチ式コンクリートダム。フランス・1959年12月）

本体建設終了後に試験湛水を開始したがその約16時間後、ダム左岸部の堤体が基礎岩盤ごと決壊し500人以上が死亡。水圧を支えるはずの基礎地盤が軟弱であったことから莫大な水圧を支えきれずに崩壊したことが判明。以後のダム建設において両岸の基礎地盤対策が重要視された。日本においても黒部ダムのウイングダム化や奈川渡ダムの規模縮小など影響を与えた。
- バイオントダム地すべり事故（アーチ式コンクリートダム。イタリア・1963年1月）

本体建設終了後、最初の試験湛水中に地すべりが発生。それを放置し満水にした所豪雨を被りダム上流の左岸に大規模な地すべりが発生、貯水池に3億立方メートルに及ぶ莫大な土砂が流れ込んだ。これにより貯水が巨大な波となってダムを越え、直下流のロンガローネ村に洪水を引き起こし村は壊滅。2,000人以上が死亡した。ダム自体は決壊しなかったものの放棄され、現在は機能を果たしていない。管理者であるイタリア電力公社の関係者が逮捕・起訴され有罪となった。これ以後、ダムサイトだけではなく貯水によって水没する周辺山地の斜面対策がより重要視された。
- 板橋・石漫灘ダム決壊事故（フィルダム。中国・1975年8月8日）

台風3号により河南省一帯は記録的な大雨となり、一日降雨量が1,060ミリと世界で最も多い降水量を記録した(当時)。豪雨に伴い流域の河川が増水、文化大革命時に建設された板橋ダム（総貯水容量：約8億立方メートル）・石漫灘ダムの巨大ダムを始め大小合わせて62箇所のダムが連鎖的に決壊した。この事故により流域の住民や救援活動を行っていた中国軍兵士ら1,827人が死亡、全体でも推定26,000人が死亡したといわれている。原因はこのダムが1957年から1969年まで実施された「大躍進政策」により人海戦術で建設され、工事全体が欠陥だらけであったのに加え、洪水吐きなどの放流設備がほとんど設けられていなかったことが挙げられる。専門家らが指摘したが中国政府は黙殺、結果的に事故につながった。
最終的には鄧小平の指示によって洪水流下の阻害要因となっていた残りのダムが爆破されることで洪水は収束した。中国国内ではこの事故を「75.8大洪水」と呼んで「自然災害」とし、ダム決壊の事実は報道が全く禁止されて隠蔽された。この事実は近年明らかになっている。
- ティートンダム決壊事故（フィルダム。アメリカ合衆国・1976年6月5日。右写真。北緯43度54分36秒 西経111度32分22秒 / 北緯43.91000度 西経111.53944度）

アメリカ合衆国内務省開拓局が施工していたダムで本体建設終了後の試験湛水中に漏水が発生、ブルドーザーで補修を行うが漏水は拡大してブルドーザーごと陥没し同日午前11時57分に決壊した。漏水から決壊まで2時間半程度であった。約3億1,000万トンの湖水が洪水となって下流を襲い住民11人と6,000頭以上の家畜が溺死、負傷者も数千人に上り、被災額や補償案件も膨大なものとなった。原因は建設前より指摘されていた基礎地盤の透水であり、亀裂の多い溶結凝灰岩でその止水対策が不十分であったためと見られている。これ以降フィルダムにおける基礎地盤掘削以降の止水対策が強化されるようになった。
このダム決壊事故は決壊までの一部始終が初めて映像で収められたほか、メディアによって世界中に映像が報じられ各国のダム関係者に大きな衝撃を与えた。この水害は「ティートン洪水」と呼ばれ、地元農業団体を中心にダム再建が求められたが内務省開拓局は再建を行わず、現在は左岸堤体のみが残る廃墟となっている。
- シャディコルダム決壊事故（フィルダム。パキスタン・2005年2月10日）

折からの大雨で貯水池が満水位を超え、結果ダム本体を越流して決壊する。下流の住民70人以上が死亡したが、フィルダム施工の基本である遮水（しゃすい）対策が不十分だったことが判明し、施工不良であることが決壊の原因とほぼ断定された。
- サヤノシュシェンスカヤダム老朽化事故（ロシア・2009年8月17日）

老朽化した送水管が破裂し、施設を水没させ死者74名ともされる事故となった。
- オーロビルダム放水路破損（フィルダム。アメリカ合衆国・2017年2月）

カリフォルニア州にある米国一の高さをもつダム。豪雨に伴い放流していたところ放水路が陥没、さらに非常用の放水路においても浸食が認められたため、決壊の危機に陥ったとして州知事が非常事態宣言、住民18万8,000人に避難指示が出された。
- ナクル近郊の私営ダム決壊（堤体構造不詳。ケニア、リフトバレー州・2018年5月9日）

ナクル近郊の農地に設置されていた私営ダムが集中豪雨により決壊。死者45人以上。ダムについては灌漑用などに用いられていたが、事故後、最高検は構造物としての質について問題があるとして調査に乗り出している。

## ダムが登場する作品

### 日本
日本のダムに関連する作品については、日本のダム#ダムが登場する作品を参照のこと。

### 日本国外

#### 映画
- 親切好き （1952年）
- 暁の出撃（1955年：1943年にイギリス空軍がチャスタイズ作戦でドイツのダムを爆撃・破壊した史実の映画）：メーネダム・エーデルダム
- ナバロンの嵐（1978年：『ナバロンの要塞』の続編。第二次大戦下、独軍に追い詰められたパルチザンを救うため、米英特殊部隊がユーゴスラヴィアのダムを破壊する）
- プロジェクトV（バイオント） 史上最悪のダム災害（2001年：1963年にイタリアのバイオントダムで起きた、犠牲者2000名以上を出した地すべり・溢水災害を描いた作品)
- 長江哀歌（2006年：中国三峡ダム建設予定地を舞台に、庶民の生活を描く）：三峡ダム

## ダムに関連する人物

### 日本
日本人に関しては日本のダム#日本のダムに関連する人物を参照のこと

### 日本国外
- 韓信：前漢創業の功臣で劉邦の三傑の一。ダムを軍事的に利用して対項羽戦に活用。
- ナポレオン3世：フランス第二帝政皇帝。世界で最初に河川総合開発事業を国策として推進する。
- 孫文：初代中華民国臨時大総統。三峡ダム構想を最初に提唱する。
- フランクリン・ルーズベルト：第32代アメリカ合衆国大統領。テネシー川流域開発公社の生みの親。
- ガマール・アブドゥン＝ナーセル：第2代エジプト大統領。アスワン・ハイ・ダム建設を強力に推進。
- 八田與一：日本の水利技術者。日本統治時代の台湾で、農業水利事業（嘉南大圳）に大きな貢献をした人物。